# Roadracing-VM 1985
Roadracing-VM 1985 kördes över 12 deltävlingar.
| Klass       | Mästare individuellt                           | Mästare konstruktörer |
| ----------- | ---------------------------------------------- | --------------------- |
| 500GP       | Freddie Spencer (Honda)                        | Honda                 |
| 250GP       | Freddie Spencer (Honda)                        | Honda                 |
| 125GP       | Fausto Gresini (Garelli)                       | MBA                   |
| 80GP        | Stefan Dörflinger (Krauser)                    | Krauser               |
| Sidvagn     | Egbert Streuer/Bernard Schnieders (LCR-Yamaha) | LCR-Yamaha            |
| Formula TT1 | Joey Dunlop (Honda)                            | -                     |
| Formula TT2 | Brian Reid (Yamaha)                            | -                     |
| Endurance   | Patrick Igoa, Gérard Coudray (Honda)           | -                     |

## 500 GP
Freddie Spencer, Honda, vann sin andra VM-titel i 500 GP efter att ha tagit sju segrar.

### Delsegrare
| Bana         | Vinnare          | Märke  |
| ------------ | ---------------- | ------ |
| Kyalami      | Eddie Lawson     | Yamaha |
| Jarama       | Freddie Spencer  | Honda  |
| Hockenheim   | Christian Sarron | Yamaha |
| Mugello      | Freddie Spencer  | Honda  |
| Salzburgring | Freddie Spencer  | Honda  |
| Rijeka       | Eddie Lawson     | Yamaha |
| Assen        | Randy Mamola     | Honda  |
| Spa          | Freddie Spencer  | Honda  |
| Le Mans      | Freddie Spencer  | Honda  |
| Silverstone  | Freddie Spencer  | Honda  |
| Anderstorp   | Freddie Spencer  | Honda  |
| Misano       | Eddie Lawson     | Yamaha |

### Slutställning
| Plats | Förare             | Team             | Poäng |
| ----- | ------------------ | ---------------- | ----- |
| 1     | Freddie Spencer    | Rothmans Honda   | 141   |
| 2     | Eddie Lawson       | Marlboro Yamaha  | 133   |
| 3     | Christian Sarron   | Gauloises Yamaha | 80    |
| 4     | Wayne Gardner      | Rothmans Honda   | 73    |
| 5     | Ron Haslam         | Rothmans Honda   | 73    |
| 6     | Randy Mamola       | Rothmans Honda   | 72    |
| 7     | Raymond Roche      | Marlboro Yamaha  | 50    |
| 8     | Didier de Radiguès | Elf Honda        | 47    |

## 250 GP
Freddie Spencer vann även 250 GP.

### Delsegrare
| Bana         | Vinnare         | Märke  |
| ------------ | --------------- | ------ |
| Kyalami      | Freddie Spencer | Honda  |
| Jarama       | Carlos Lavado   | Yamaha |
| Hockenheim   | Martin Wimmer   | Yamaha |
| Mugello      | Freddie Spencer | Honda  |
| Salzburgring | Freddie Spencer | Honda  |
| Rijeka       | Freddie Spencer | Honda  |
| Assen        | Freddie Spencer | Honda  |
| Spa          | Freddie Spencer | Honda  |
| Le Mans      | Freddie Spencer | Honda  |
| Silverstone  | Anton Mang      | Honda  |
| Anderstorp   | Anton Mang      | Honda  |
| Misano       | Carlos Lavado   | Yamaha |

### Slutställning
| Plats | Förare          | Märke   | Poäng |
| ----- | --------------- | ------- | ----- |
| 1     | Freddie Spencer | Honda   | 127   |
| 2     | Anton Mang      | Honda   | 124   |
| 3     | Carlos Lavado   | Yamaha  | 94    |
| 4     | Martin Wimmer   | Yamaha  | 69    |
| 5     | Fausto Ricci    | Honda   | 50    |
| 6     | Loris Reggiani  | Aprilia | 44    |

## 125GP
Mästare blev Fausto Gresini.

### Delsegrare
| Bana         | Vinnare            | Märke   |
| ------------ | ------------------ | ------- |
| Jarama       | Pier Paolo Bianchi | MBA     |
| Mugello      | Pier Paolo Bianchi | MBA     |
| Hockenheim   | August Auinger     | Monnet  |
| Salzburgring | Fausto Gresini     | Garelli |
| Assen        | Pier Paolo Bianchi | MBA     |
| Spa          | Fausto Gresini     | Garelli |
| Paul Ricard  | Ezio Gianola       | Garelli |
| Silverstone  | August Auinger     | Monnet  |
| Anderstorp   | August Auinger     | Monnet  |
| Misano       | Fausto Gresini     | Garelli |

### Slutställning
| Plats | Förare             | Märke   | Poäng |
| ----- | ------------------ | ------- | ----- |
| 1     | Fausto Gresini     | Garelli | 109   |
| 2     | Pier Paolo Bianchi | MBA     | 99    |
| 3     | August Auinger     | Monnet  | 78    |
| 4     | Ezio Gianola       | Garelli | 77    |
| 5     | Bruno Kneubühler   | LCR     | 58    |
| 6     | Domencio Brigaglia | MBA     | 45    |

## 80GP
Stefan Dörflinger blev världsmästare. I övrigt kan noteras att Ángel Nieto med sin seger i Frankrike blev den andre föraren i historien att nå 90 GP-segrar.

### Delsegrare
| Bana       | Vinnare           | Märke   |
| ---------- | ----------------- | ------- |
| Jarama     | Jorge Martínez    | Derbi   |
| Hockenheim | Stefan Dörflinger | Krauser |
| Mugello    | Jorge Martínez    | Derbi   |
| Rijeka     | Stefan Dörflinger | Krauser |
| Assen      | Gerd Kafka        | Casal   |
| Le Mans    | Ángel Nieto       | Derbi   |
| Misano     | Jorge Martínez    | Derbi   |

### Slutställning
| Plats | Förare            | Märke   | Poäng |
| ----- | ----------------- | ------- | ----- |
| 1     | Stefan Dörflinger | Krauser | 86    |
| 2     | Jorge Martínez    | Derbi   | 67    |
| 3     | Gerd Kafka        | Casal   | 48    |
| 4     | Manuel Herreros   | Derbi   | 45    |
| 5     | Gerhard Waibel    | Seel    | 35    |
| 6     | Ian McConnachie   | Krauser | 33    |